# HMGN3
A proteína 3 contendo o domínio de ligação ao nucleossomo de grupo de alta mobilidade é uma proteína que em humanos é codificada pelo gene HMGN3. Os receptores do hormônio tireoidiano são fatores de transcrição dependentes de hormônios que regulam a expressão de uma variedade de genes-alvo específicos. A proteína codificada por esse gene se liga ao receptor beta do hormônio tireoidiano, mas apenas na presença do hormônio tireoidiano. Acredita-se que a proteína codificada, um membro da família de proteínas HMGN, reduz a compactação da fibra da cromatina nos nucleossomos, aumentando assim a transcrição dos modelos de cromatina. Duas variantes de transcrição que codificam diferentes isoformas foram encontradas para este gene.